# Vršce
Vršce (en allemand : Wirsetz, précédemment : Wrsetz) est une commune du district de Jičín, dans la région de Hradec Králové, en République tchèque. Sa population s'élevait à 230 habitants en 2022.

## Géographie
Vršce se trouve à 4 km à l'est du centre de Kopidlno, à 13 km au sud de Jičín, à 38 km à l'ouest-nord-ouest de Hradec Králové et à 69 km à l'est-nord-est de Prague.
La commune est limitée par Jičíněves au nord, par Češov et Slavhostice à l'est, par Židovice au sud, et par Běchary, Cholenice et Kopidlno à l'ouest.

## Histoire
La première mention écrite de la localité date de 1325.

## Transports
Par la route, Vršce se trouve à 14 km de Jičín, à 48 km de Hradec Králové et à 90 km de Prague.